# Benkowski (obwód Warna)
Benkowski (bułg. Бенковски) – wieś w północno-wschodniej Bułgarii, w obwodzie Warna, w gminie Awren. Według danych Narodowego Instytutu Statystycznego, 31 grudnia 2012 roku wieś liczyła 527 mieszkańców.